# Xyrichtys incandescens
Xyrichtys incandescens es una especie de peces de la familia Labridae en el orden de los Perciformes.

## Distribución geográfica
Es un endemismo del noreste de Brasil.